# Reusak
Reusak is een bestuurslaag in het regentschap Aceh Barat van de provincie Atjeh, Indonesië. Reusak telt 710 inwoners (volkstelling 2010).